# Myriopholis narirostris
Espèce
Synonymes
- Stenostoma narirostris Peters, 1867
- Leptotyphlops narirostris (Peters, 1867)

Statut de conservation UICN

 LC  : Préoccupation mineure
Myriopholis narirostris est une espèce de serpents de la famille des Leptotyphlopidae.

## Répartition
Cette espèce se rencontre en Centrafrique, au Tchad, au Cameroun, au Nigeria, au Niger, au Togo, au Bénin, en Côte d'Ivoire, au Mali, en Guinée-Bissau, au Sénégal, au Gambie et en Mauritanie.

## Publication originale
- Peters, 1867 : Über Flederthiere (Pteropus gouldii, Rhinolophus deckenii, Vespertilio lobipes, Vesperugo temminckii) und Amphibien (Hypsilurus godeffroyi, Lygosoma scutatum, Stenostoma narirostre, Onychocephalus unguirostris, Ahaetulla poylepis, Pseudechis scutellatus, Hoplobatrachus reinhardtii, Hyla coriacea). Monatsberichte der Königlich Preussischen Akademie der Wissenschaften zu Berlin, vol. 1867, p. 703-712 (texte intégral).